# Жидок
Жидок, або Жид чи Жидек — річка, що протікає у Вишгородському районі на Київщині. Права притока Дніпра. У Географічному словнику Королівства Польського вказано, що витікає з болота на «ґрунтах» хутору пол. Rostesne, тече поблизу сіл Мокрець (інша назва села — Злодіївка), Сичівка, Толокунська Рудня (пол. Tołokińska Rudnia, тепер затоплене водами Київського водосховища). Нижче останнього села впадає у Дніпро. На сучасній мапі Ґугл поблизу села Андріївка вказаний струмок Жидок.